# مصطلح عام
المصطلح العام هو كلمة أو جملة تستخدم للتعبير عن فترة أو مجموعة وظائف أو أشياء تقع جميعها تحت نفس التصنيف أو الزمرة.
مثلا علم التعمية هو مصطلح عام يستخدم للتعبير عن علم التشفير وتحليل الشفرات.

## تسميات المصطلح العام
- اللغة الإنكليزية يستخدم تعبير مصطلح المظلة (بالإنجليزية: Umbrella term)‏ ويقصد به المصطلح العام، بينما مصطلح الغطاء (بالإنجليزية:  blanket term)‏ فهو مرفيم أو جملة تستخدم لمجوعات متعددة لها أشياء مترابطة لكن بدرجة مختلفة.